# Автоматический индекс удобочитаемости
Автоматический индекс удобочитаемости (англ. automated readability index (ARI)) — мера определения сложности восприятия текста читателем, аппроксимирующая сложность текста к номеру класса в американской системе образования, ученикам которого данный текст будет понятен.
Формула расчёта индекса ARI:
{\displaystyle ARI=4.71\times {\frac {C}{W}}+0.5\times {\frac {W}{S}}-21.43}, где
- {\displaystyle C} — количество букв и цифр в тексте,
- {\displaystyle W} — количество слов в тексте,
- {\displaystyle S} — количество предложений в тексте.

Примерная интерпретация индекса:
| ARI / Класс | Примерный возраст |
| ----------- | ----------------- |
| 1           | 6-7               |
| 2           | 7-8               |
| 3           | 8-9               |
| 4           | 9-10              |
| 5           | 10-11             |
| 6           | 11-12             |
| 7           | 12-13             |
| 8           | 13-14             |
| 9           | 14-15             |
| 10          | 15-16             |
| 11          | 16-17             |
| 12          | 17-18             |

В отличие от многих других индексов удобочитаемости, ARI основан на количестве букв, а не слогов. Хотя существуют разногласия по поводу точности индексов, основанных на количестве букв в словах, по сравнению с индексами, определяемыми на основе количества слогов, индекс ARI гораздо быстрее и точнее рассчитывать с помощью компьютерных программ. Индекс ARI даже был изначально разработан для контроля удобочитаемости в электрических пишущих машинках.